# Cadia ellisiana
Cadia ellisiana är en ärtväxtart som beskrevs av John Gilbert Baker. Cadia ellisiana ingår i släktet Cadia och familjen ärtväxter. Inga underarter finns listade i Catalogue of Life.